# Elecciones parlamentarias de Portugal de 1925

Parlamento de Portugal de 1925.

Se celebraron elecciones parlamentarias en Portugal el 8 de noviembre de 1925.
El resultado fue una victoria para el Partido Democrático, que consiguió 80 de los 163 escaños de la Cámara de Diputados y 39 de los 62 escaños en el Senado.
Debido al golpe militar que ocurrió el año siguiente y al subsiguiente período del Estado Novo, estas fueron las últimas elecciones verdaderamente multipartidistas en Portugal hasta la elección a la Asamblea Constituyente de 1975.

## Resultados
| Partido Democrático (facción de António Maria da Silva - "os bonzos")                                          |         |       | 80  | +6    |         |       | 39 | +2    | [ 2 ] [ 3 ] [ 6 ] |
| Partido Republicano Nacionalista                                                                               |         |       | 36  | -15   |         |       | 8  | -12   | [ 2 ] [ 3 ]       |
| Partido Monárquico                                                                                             |         |       | 6   | -4    |         |       | 5  | +2    | [ 2 ] [ 3 ]       |
| Grupo Parlamentario de la Izquierda Democrática (facción izquierdista del Partido Democrático - "os canhotos") |         |       | 6   | Nuevo |         |       | 1  | Nuevo | [ 2 ] [ 3 ] [ 6 ] |
| Unión de los Intereses Económicos                                                                              |         |       | 4   | Nuevo |         |       | 0  | Nuevo | [ 2 ] [ 3 ]       |
| Centro Católico Portugués                                                                                      |         |       | 4   | -1    |         |       | 1  | -2    | [ 2 ] [ 3 ]       |
| Partido Socialista Portugués                                                                                   |         |       | 2   | +2    |         |       | 0  | 0     | [ 2 ] [ 3 ]       |
| Otros partidos e independientes                                                                                |         |       | 18  | +1    |         |       | 8  | +2    | [ 2 ] [ 3 ]       |
| Total | 407.960 | 100%  | 163 | 0     | 407.960 | 100%  | 62 | -7    | [ 2 ] [ 3 ]       |
| Votantes registrados/participación                                                                             | 574.260 | 71,0% | –   | –     | 574.260 | 71,0% | –  | –     | [ 2 ] [ 3 ]       |

Nota: La comparación entre los resultados de 1922 y 1925, en lo relacionado con el Partido Republicano Nacionalista, se hace teniendo en cuenta la suma de los resultados del Partido Republicano Liberal y del Partido Republicano de la Reconstrucción Nacional en las elecciones de 1922.